# Jaquiski Tartt
Jaquiski Tartt (* 18. Februar 1992 in Mobile, Alabama) ist ein ehemaliger US-amerikanischer American-Football-Spieler auf der Position des Safeties in der National Football League (NFL). Von 2015 bis 2021 spielte für die San Francisco 49ers. Zuletzt stand Tartt bei den Philadelphia Eagles unter Vertrag.

## Frühe Jahre
Tartt ging in seiner Geburtsstadt Mobile, Alabama, auf die Highschool. Später besuchte er die Samford University.

## NFL
Tartt wurde im NFL-Draft 2015 in der zweiten Runde an 46. Stelle von den San Francisco 49ers ausgewählt. Er ist damit der jemals am höchsten gedraftete Spieler der University of Samford. In seiner ersten Profi-Saison gelangen ihm 52 Tackles, zwei Sacks, eine Interception, ein erzwungener Fumble und drei verteidigte Pässe. In der Saison 2019 erreichte er mit den 49ers den Super Bowl LIV, dieser wurde jedoch mit 31:20 gegen die Kansas City Chiefs verloren. Am ersten Spieltag der Saison 2020 gelang ihm eine Interception im Spiel gegen die Arizona Cardinals. Eine weitere Interception im Laufe der Saison gelang ihm nicht, auch weil er auf Grund einer Verletzung nach dem neunten Spieltag auf die Injured Reserve List gesetzt wurde und nur sieben Spiele absolvierte. 2021 erreichte er mit den 49ers nach Siegen gegen die Dallas Cowboys und Green Bay Packers in den Playoffs das NFC Championship Game, welches sie mit 17:20 gegen die Los Angeles Rams verloren.
Am 17. Juni 2022 unterschrieb Tartt einen Einjahresvertrag bei den Philadelphia Eagles. Im Rahmen der Kaderverkleinerung auf 53 Spieler wurde er am 29. August 2022 vor Beginn der Regular Season entlassen.